# Gerold Benz

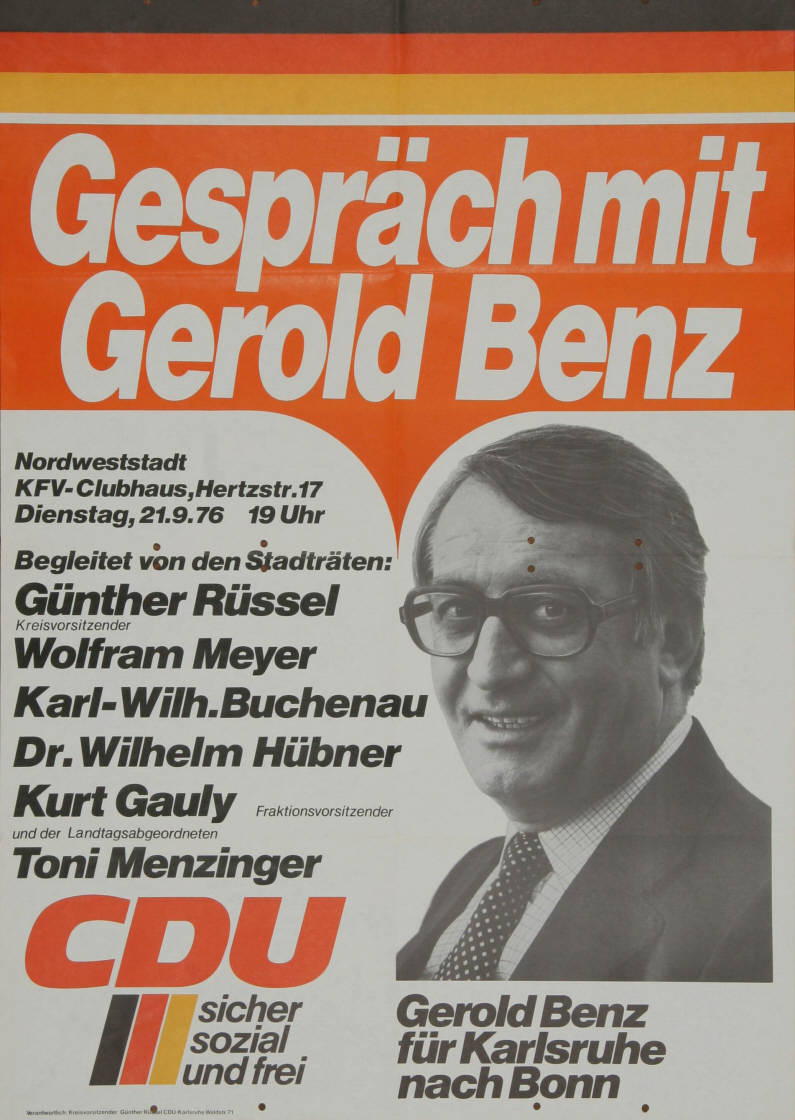
Ankündigungsplakat Gerold Benz’ zur Bundestagswahl 1976

Gerold Benz (* 2. Mai 1921 in Offenburg/Baden; † 23. Juli 1987 in Karlsruhe) war ein deutscher Journalist und Politiker (CDU). Bei der Bundestagswahl 1972 zog er erstmals in den Deutschen Bundestag ein, vier Jahre später wurde er wiedergewählt.

## Leben
Benz besuchte das Gymnasium und nahm nach seinem Abschluss am Zweiten Weltkrieg teil. Danach studierte er Philosophie und Geschichte an der Universität Freiburg und arbeitete ab 1949 als Journalist. Seit 1955 war Benz für den Rundfunk tätig und schaffte es dort zum Leiter des Badischen Studios des Süddeutschen Rundfunks in Stuttgart. Im Jahr 1972 wurde er über die Landesliste der CDU in Baden-Württemberg in den Deutschen Bundestag gewählt. Er war dort ordentliches Mitglied des Ausschusses für Forschung und Technologie und für das Post- und Fernmeldewesen. Bei der Bundestagswahl 1976 wurde er im Wahlkreis 178 (Karlsruhe) direkt gewählt. Er war von 1976 bis 1980 ordentliches Mitglied im Ausschuss für Forschung und Technologie. Außerdem war er in beiden Legislaturperioden stellvertretendes Mitglied im Innenausschuss.